# Gerbillus perpallidus
Gerbillus perpallidus је врста глодара из породице мишева.

## Распрострањење
Врста има станиште само у Египту.

## Угроженост
Ова врста није угрожена, и наведена је као последња брига јер има широко распрострањење.